# قرار مجلس الأمن التابع للأمم المتحدة رقم 1788
قرار مجلس الأمن التابع للأمم المتحدة رقم 1788، المتخذ بالإجماع في 14 ديسمبر 2007.

## القرار
جدد مجلس الأمن تفويض قوة الأمم المتحدة لمراقبة فض الاشتباك التي تشرف على وقف إطلاق النار بين إسرائيل وسوريا منذ عام 1974 وحتى 30 يونيو / حزيران 2008.
دعا المجلس الأطراف المعنية إلى التنفيذ الفوري لقراره 338 (1973) المؤرخ 22 تشرين الأول / أكتوبر 1973. وبموجب النص، قرر المجلس أن تبدأ المفاوضات بين الطرفين بهدف إقامة سلام عادل ودائم في الشرق الأوسط.
في بيان تلاه رئيس المجلس ألدو مانتوفاني (إيطاليا)، أعلن المجلس أنه يشاطر الرأي المعرب عنه في تقرير الأمين العام عن قوة الأمم المتحدة لمراقبة فض الاشتباك بأن الحالة في الشرق الأوسط متوترة ومن المحتمل أن تظل كذلك، ما لم يتم التوصل إلى تسوية شاملة تغطي جميع جوانب مشكلة الشرق الأوسط.

## روابط خارجية
- نص القرار في undocs.org